# Alex Norton
Alexander Hugh „Alex“ Norton (* 26. Januar 1950 in Glasgow) ist ein schottischer Schauspieler.

## Leben
Seit 2001 ist er mit Sally Kinghorn verheiratet und hat mit ihr zusammen drei Kinder.
Seine Karriere begann 1966 und seine erste Filmrolle hatte er 1967 in dem Film The Hunch. Es folgten mehr als 100 Film- und Fernsehproduktionen. 2006 spielte er Captain Bellamy in Pirates of the Caribbean – Fluch der Karibik 2.
Neben seinen Filmrollen ist er auch als Synchronsprecher tätig.

## Filmografie (Auswahl)
- 1967: The Hunch
- 1978: Die Füchse (The Sweeney, Fernsehserie, 1 Folge)
- 1979: Lebenslänglich – Ein Alptraum hinter Gittern (A Sense of Freedom)
- 1980: Gregory’s Girl
- 1981: Jim Bergerac ermittelt (Bergerac, Fernsehserie, 1 Folge)
- 1983: Local Hero
- 1983: Every Picture Tells a Story
- 1983, 2009: Blackadder (Fernsehserie, 2 Folgen)
- 1984: Comfort and Joy
- 1986: Rebellion der Rechtlosen (Comrades)
- 1987: Die geheime Seite der Stadt (Hidden City)
- 1989: Scandal
- 1989: Ausgespielt – Bearskin (Bearskin – An Urban Fairytale)
- 1989: Countdown to War (Fernsehfilm)
- 1990: Weißer Jäger, schwarzes Herz (White Hunter Black Heart)
- 1991: Tschernobyl – Die letzte Warnung (Chernobyl: The Final Warning, Fernsehfilm)
- 1991: Robin Hood – Ein Leben für Richard Löwenherz (Robin Hood)
- 1991: Unter Verdacht (Under Suspicion)
- 1992: Irren ist mörderisch (Blame It on the Bellboy)
- 1992: Die Stunde der Patrioten (Patriot Games)
- 1994: Squanto: A Warrior’s Tale
- 1995: Braveheart
- 1998: Les Misérables
- 1998: Orphans
- 1998: Little Voice
- 2000: Complicity
- 2000: Beautiful Creatures
- 2001: The Bill (Fernsehserie, 1 Folge)
- 2002: Monte Cristo (The Count of Monte Cristo)
- 2006: Pirates of the Caribbean – Fluch der Karibik 2 (Pirates of the Caribbean: Dead Man’s Chest)
- 2012: Sir Billi (Stimme)
- 2013: Fußball – Großes Spiel mit kleinen Helden (Metegol, Stimme)
- 2014: Mord auf Shetland (Shetland, Fernsehserie, 2 Folgen)
- 2014: Gerichtsmediziner Dr. Leo Dalton (Silent Witness, Fernsehserie, 2 Folgen)